# دربادام
دربادام، روستایی زیبا و گردشگری است از توابع بخش باجگیران شهرستان قوچان در استان خراسان رضوی ایران.

## جمعیت
این روستا در دهستان دولتخانه قرار داشته و بر اساس سرشماری سال ۱۳۸۵ جمعیت آن ۲۸۶ نفر (۷۰ خانوار)
بوده است.